# Calea ferată Tighina (Bender)–Galați
Calea ferată Tighina (Bender)–Galați este o cale ferată cu ecartament larg (rus) ce leagă gara Tighina din Republica Moldova de gara Galați din România, via Basarabeasca și traversează frontiera între Republica Moldova și România pe podul feroviar Galați–Giurgiulești.

## Istoric

### Context

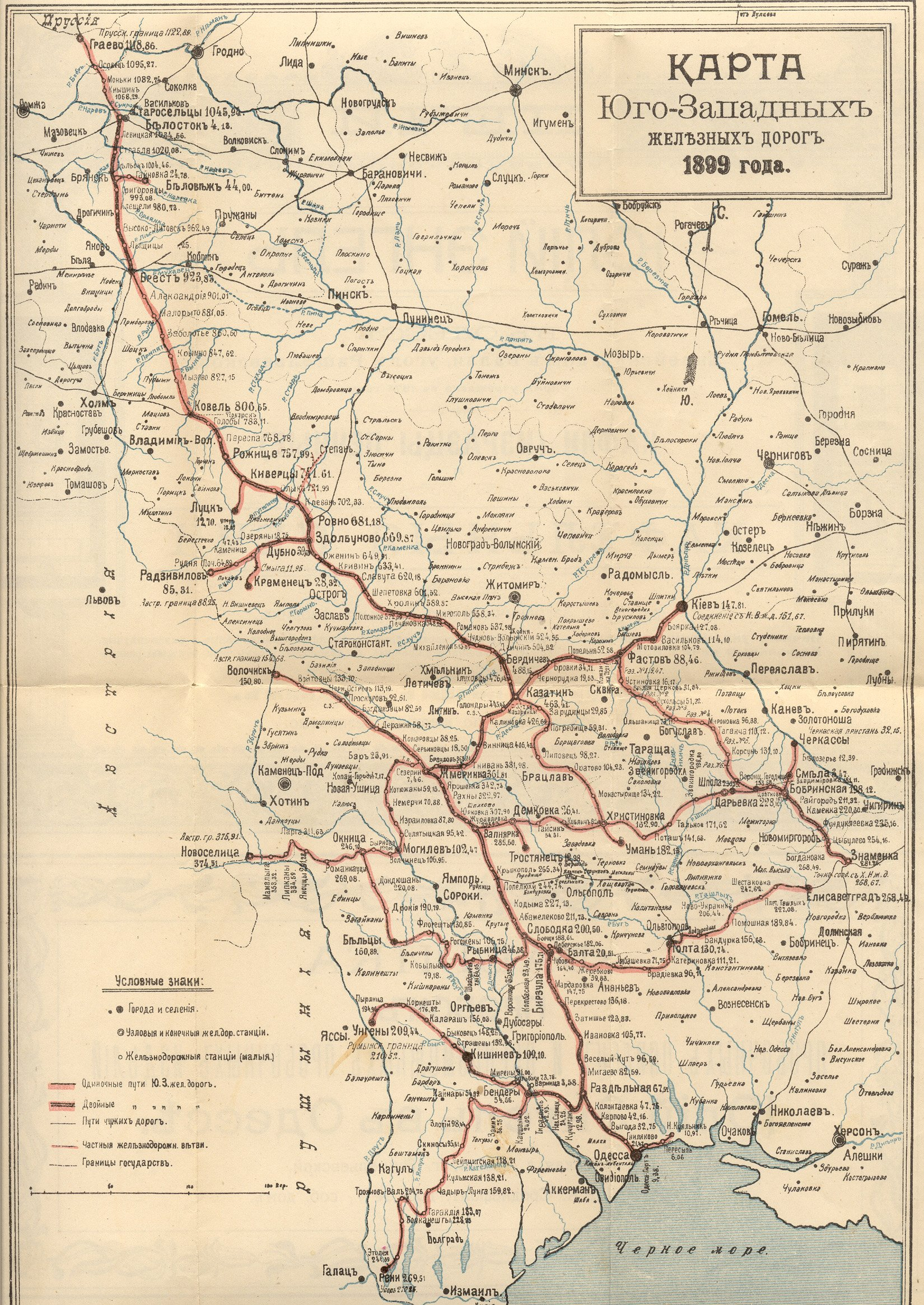
Harta căilor ferate de sud-vest din Imperiul Rus.

Pe 30 martie 1856 a fost semnat Tratatul de la Paris, care a pus capăt Războiului Crimeii și a reorganizat sferele de influență în regiunea Mării Negre. Prin articolul 20 al tratatului, Principatul Moldovei, aflat încă sub tutelă otomană, a primit partea sudică a Basarabiei, regiunea Cahul, Bolgrad și Ismail. După Unirea Principatelor Române, într-o epocă în care erau lansate primele propuneri privind crearea și dezvoltarea unei rețele feroviare naționale, a fost sugerată realizarea unei căi ferate pe traseul București–Buzău–Brăila–Galați. În 1862, un grup de deputați din Adunarea Legiuitoare a solicitat Consiliului de Miniștri contractarea unui concesionar care să se ocupe de prelungirea liniei de la Galați la Cahul și Bolgrad, prin sudul Basarabiei, apoi până la vărsarea Brațului Chilia, unde să se construiască un port de adâncime care să permită acostarea navelor maritime. Planul a fost abandonat la încheierea Războiului Ruso-Turc din 1877–1878, când Principatele Române au fost obligate prin Tratatul de la San Stefano să cedeze sudul Basarabiei Rusiei, dar au primit drept compensație Dobrogea de Nord cu portul maritim Constanța.
Între timp, căile ferate rusești ajunseseră la Odesa (1866), Tiraspol (1869) și Chișinău (1871) și se punea problema unui interes comun ruso-austro-ungar de a avea pe de o parte Austro-Ungaria un debușeu la Marea Neagră prin intermediul portului Odesa, iar pe de altă parte Rusia de a avea o a doua legătură feroviară cu Europa Centrală, în plus față de cea prin Galiția. Pe de altă parte, România nu beneficia încă de un acces la un port maritim, soluția accesului la portul Odesa fiind una intermediară, fezabilă până la construirea unui port propriu pe litoralul basarabean, iar Rusia de devenit și mai interesată de conectarea cu rețeaua feroviară românească, dată fiind dezvoltarea crizei balcanice și creșterea probabilităților de război cu Imperiul Otoman. Prima legătură feroviară româno-rusă, astfel, a fost realizată cu ecartament dublu, atât normal cât și ecartament larg pe traseul Iași–Ungheni, prin intermediul concesiunii lui Grigore Heliad-Cârciumărescu și a fost inaugurată pe 1 august 1874. În aprilie 1877, anterior de declanșarea războiului, podul provizoriu din lemn peste râul Prut a fost înlocuit cu un pod metalic proiectat și construit de Gustave Eiffel.
În timpul Războiului Ruso-Turc din 1877-1878, înaltul comandament țarist s-a lovit de faptul că singurul acces feroviar pe teritoriul Principatelor Române era pe la Ungheni, ceea ce crea un ocol major pentru aprovizionarea cu trupe și material a frontului din Bulgaria.

### Edificarea

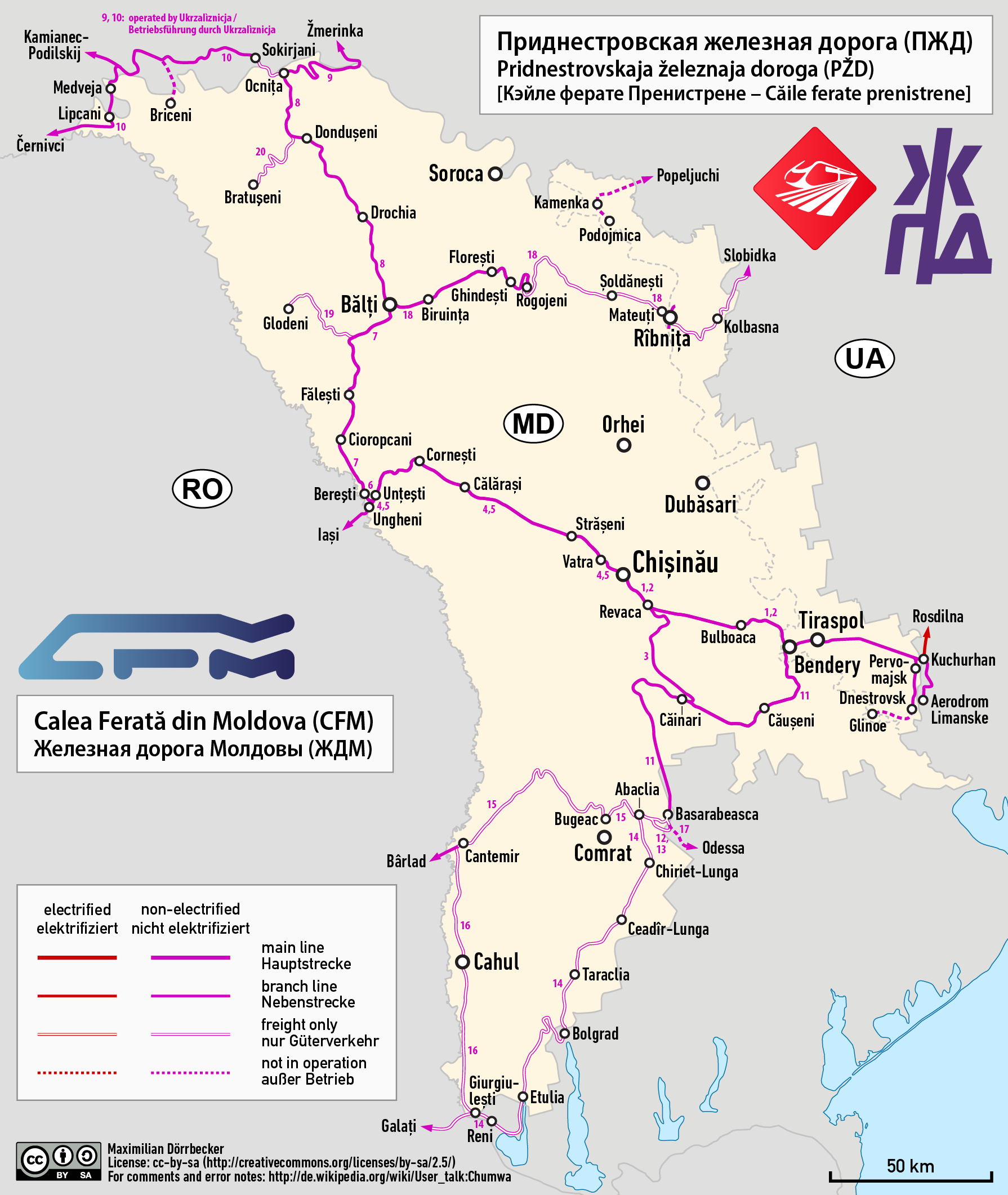
Calea ferată Tighina (Bender)–Galați în epoca actuală, pe harta Căii Ferate din Moldova.

Pentru a rezolva această problemă logistică, guvernul rus a comandat companiei antreprenorului Samuel Solomonovici Poliakov construirea unei linii directe cu ecartament larg pe traseul Tighina–Basarabeasca–Bolgrad–Reni–Galați. Linia a fost edificată de către Imperiul Rus pe un traseu ce fusese anterior studiat de inginerul Al. Călinescu fără acordul Guvernului României, fiind menită să ofere un drum mai scurt către teatrul de operații din Balcani.
Având o lungime de 305 km și incluzând un pod peste Prut la Reni, a fost construită în doar 58 de zile, un record pentru acea perioadă istorică. Ea a fost însă inaugurată la 100 de zile de la debutul construirii ei, la 3 noiembrie 1877. (la 7 noiembrie 1877 după o altă sursă). După ce Rusia a preluat sudul Basarabiei, porțiunea dintre Reni și Bolgrad, care, fusese construită pe teritoriul românesc a intrat și aceasta în stăpânirea Imperiului.